# 마르티나 도이힐러
마르티나 도이힐러(독일어: Martina Deuchler 도이흘러[*], 1935년 9월 23일~)는 스위스의 역사학자, 저술가이다. 하버드 대학교에서 박사 학위를 받았으며, 1991년에서 2001년까지 동양 아프리카 연구 학원에서 한국학 교수를 지냈다. 1995년 은관문화훈장을 받았다.

## 저서
- 《한국의 유교적 변환 - 사회와 이데올로기 연구》(The Confucian Transformation of Korea. A Study of Society and Ideology, 1992)
- 《조선 후기 문화와 국가》(Culture and the State in Late Chosôn Korea, 김자현과 공저, 1999)
- 《조상의 눈 아래에서 - 한국의 친족, 신분 그리고 지역성》(Under the Ancestors' Eyes: Kinship, Status, and Locality in Premodern Korea, 2015)